# Église Sainte-Madeleine de La Clisse
Pour les articles homonymes, voir Église Sainte-Madeleine.
L'église Sainte-Madeleine est une église de style roman saintongeais située à La Clisse en Saintonge, dans le département français de la Charente-Maritime en région Nouvelle-Aquitaine.

## Localisation
L'église Sainte-Madeleine est située dans le département français de la Charente-Maritime, sur la commune de La Clisse en Saintonge.

## Historique
L'église Sainte-Madeleine fut construite en style roman au XIIe siècle et remaniée au XVe siècle.

## Description

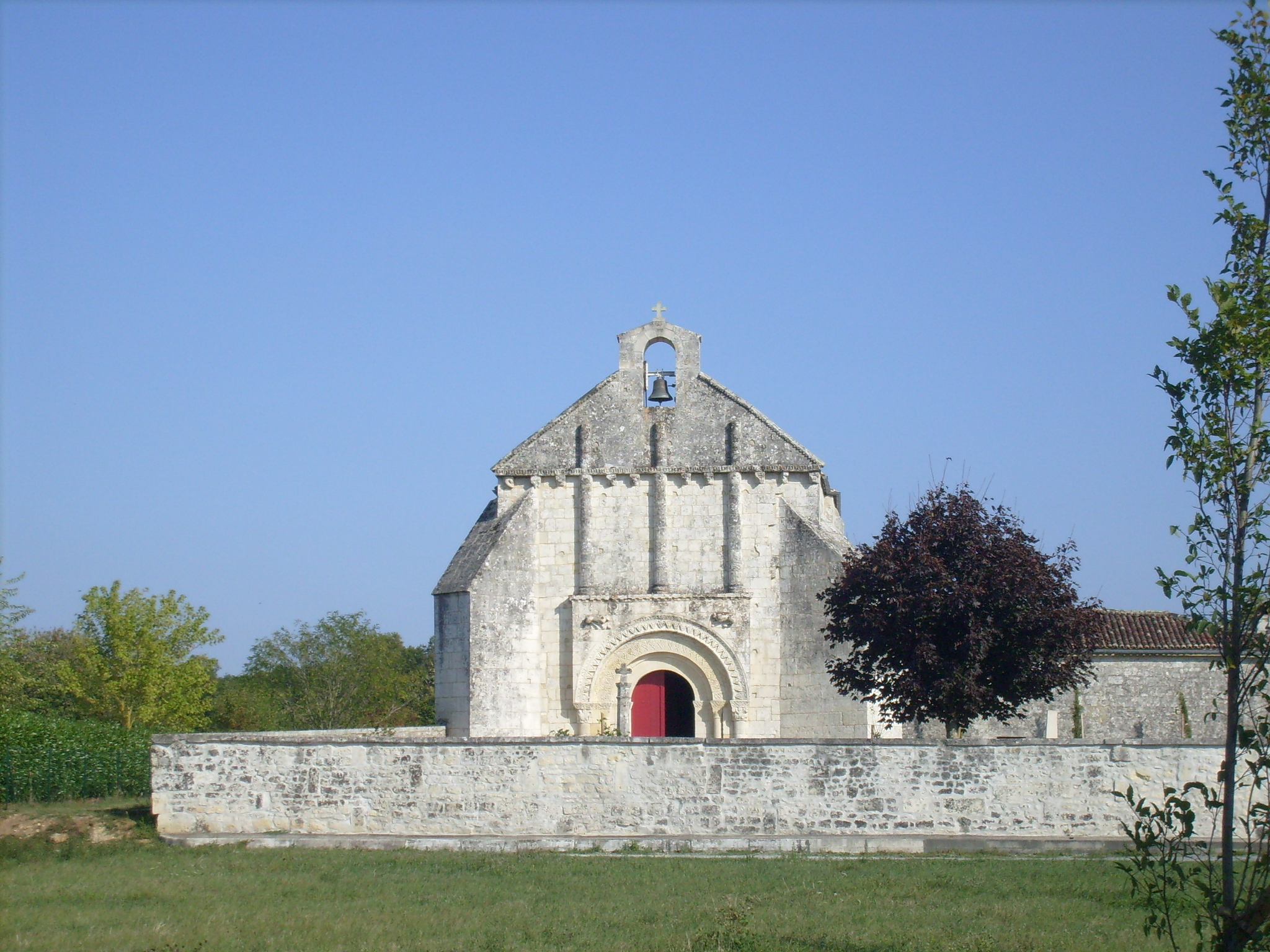
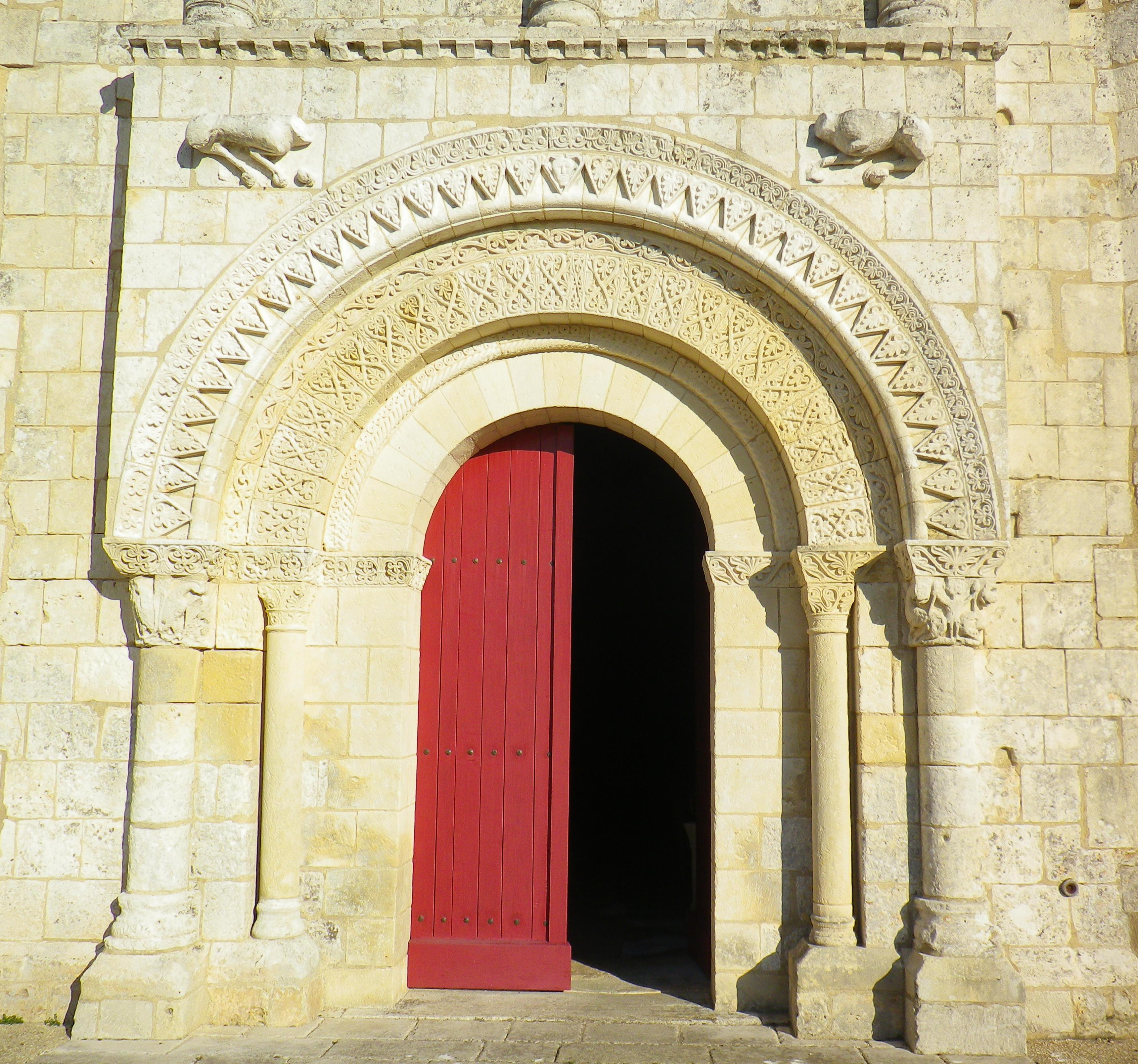
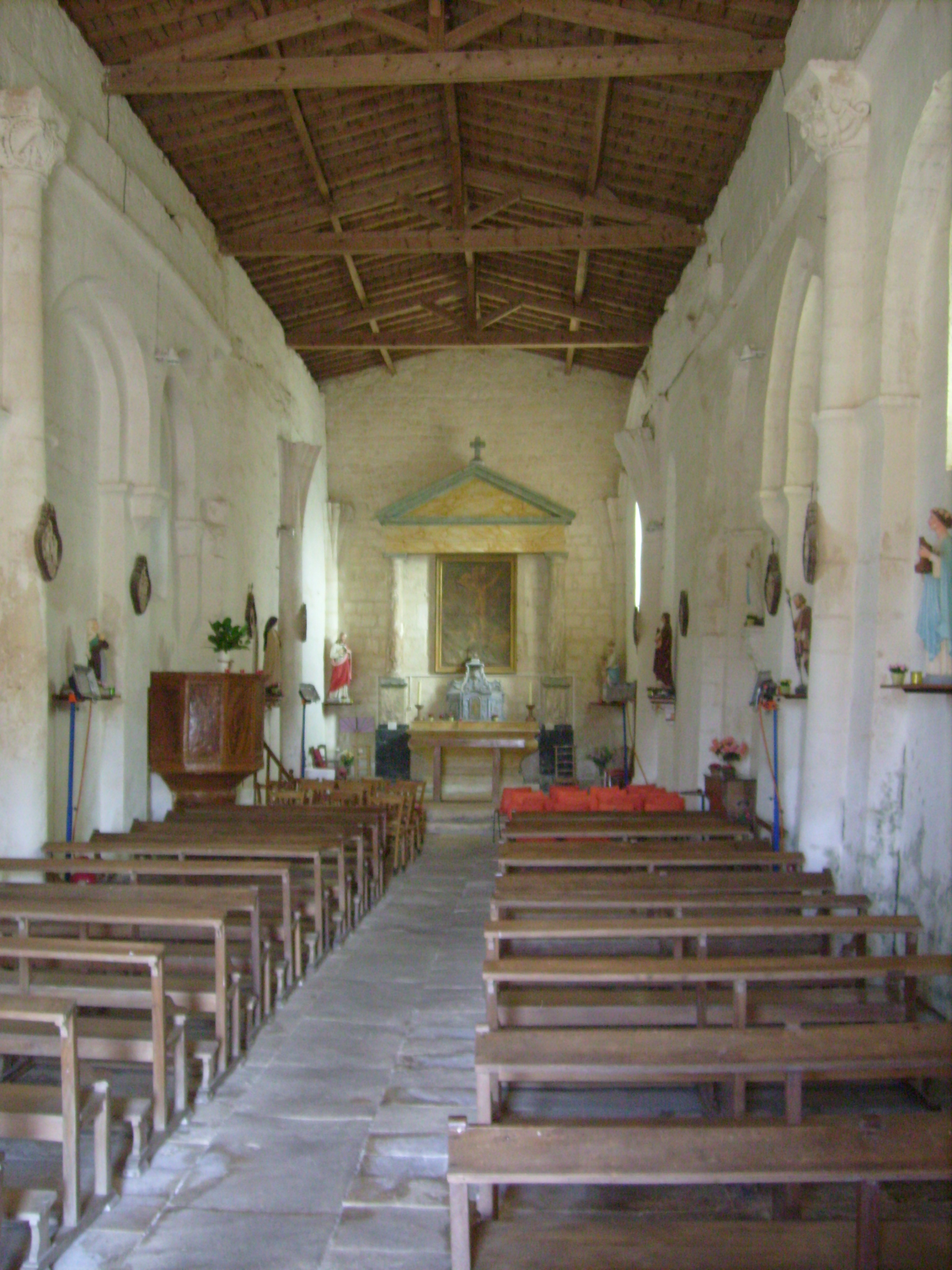

## Protection
L'église Sainte-Madeleine fait l'objet d'une inscription au titre des monuments historiques depuis le 14 juin 1928.